# Ann Bishop
Ann Bishop (* 19. Dezember 1899 in Manchester; † 7. Mai 1990 in Sherlock Close) war eine britische Biologin und Mitglied der Royal Society.

## Leben
Ann Bishop kam 1899 als erstes von zwei Kindern des Möbelschreiners und Baumwollfabrikanten James Kimberly Bishop und Ellen Bishop, geborene Ginger, zur Welt. Sie hatte einen 13 Jahre jüngeren Bruder. Sie studierte ab 1918 an der Manchester University Botanik, Zoologie und Chemie und schloss 1921 ihren Bachelor of Science und 1922 ihren Master of Science ab. Sie erhielt von der Universität den Dalton-Preis für Naturgeschichte. Bishop spezialisierte sich in Protozoologie und Parasitologie. Während sie mit Untersuchungen zu begeißelten Parasiten ihre Forschungen unter Sydney Hickson begann, darunter der Erreger der Histomoniasis in Truthähnen, über den sie 1932 promoviert wurde, widmete sie sich anschließend der Forschung über parasitische Amöben und die Amöbenruhr, über die sie 1941 am Girton College promoviert wurde. Frauen erhielten jedoch zu dieser Zeit nur den Titel, nicht den vollständigen Abschluss. Bishop verbrachte dort am Molteno-Institut für die Biologie der Parasiten ihre weitere berufliche Laufbahn mit Forschungen an Parasiten, insbesondere an Plasmodien.
Bishop beschrieb als Erste den Parasiten Pseudotrichomonas keilini und arbeitete unter anderem mit Aedes aegypti, dem Vektor des Malariaerregers Plasmodium. Bishop war eine Gründerin der British Society for Parasitology und Mitglied des Malaria-Komitees der Weltgesundheitsorganisation. Aufgrund ihrer späteren Forschungen über den Erreger der Malaria und seinen Resistenzen gegen Arzneistoffe wurde sie 1959 in die Royal Society aufgenommen. Bishop starb mit 90 Jahren an einer Lungenentzündung. In ihrem Nachruf im The Guardian vom 19. Mai 1990 wurde sie als „Girtonian of Girtonians“ bezeichnet.

## Ausgewählte Publikationen
- Ann Bishop: Some observations upon Spirostomum ambiguum (Ehrenberg). In: Quarterly Journal of the Microscopical Society. 67. Jahrgang, 1923, S. 391–434 (biologists.org [PDF]).
- Ann Bishop: The cytoplasmic structures of Spirostomum ambiguum (Ehrenberg). In: Quarterly Journal of the Microscopical Society. 71. Jahrgang, 1927, S. 147–172 (biologists.org [PDF]).
- P. P. Laidlaw, Clifford Dobell, Ann Bishop: Further experiments on the action of emetine in cultures of Entamoeba histolytica. In: Parasitology. 20. Jahrgang, Nr. 2, 1928, S. 207–220, doi:10.1017/S0031182000011604.
- Ann Bishop, Clifford Dobell: Researches on the intestinal protozoa of monkeys and man. III: The action of emetine on natural amoebic infections in Macaques. In: Parasitology. 21. Jahrgang, Nr. 4, 1929, S. 446–468, doi:10.1017/S0031182000029334.
- Ann Bishop: Experiments on the action of emetine in cultures of Entamoeba coli. In: Parasitology. 21. Jahrgang, Nr. 4, 1929, S. 481–486, doi:10.1017/S003118200002936X.
- Ann Bishop: The morphology and division of Trichomonas. In: Parasitology. 23. Jahrgang, Nr. 2, 1931, S. 129–156, doi:10.1017/S0031182000013524.
- Ann Bishop: Histomonas meleagridis in domestic fowls (Gallus gallus). Cultivation and experimental infection. In: Parasitology. 30. Jahrgang, Nr. 2, 1938, S. 181–194, doi:10.1017/S0031182000025749.
- Ann Bishop: Chemotherapy and avian malaria. In: Parasitology. 34. Jahrgang, Nr. 1, 1942, S. 1–54, doi:10.1017/S0031182000015985.
- Ann Bishop, Barbara M. Gilchrist: Experiments upon the feeding of Aëdes aegypti through animal membranes with a view to applying this method to the chemotherapy of malaria. In: Parasitology. 37. Jahrgang, Nr. 1–2, 1946, doi:10.1017/S0031182000013202.
- Ann Bishop, Betty Birkett: Acquired resistance to paludrine in Plasmodium gallinaceum. In: Nature. 159. Jahrgang, Nr. 4052, 1947, S. 884, doi:10.1038/159884a0.
- Ann Bishop, Betty Birkett: Drug-resistance in Plasmodium gallinaceum, and the persistence of paludrine-resistance after mosquito transmission. In: Parasitology. 39. Jahrgang, Nr. 1–2, 1948, S. 125–137, doi:10.1017/S0031182000083657.
- Ann Bishop, Elspeth W. McConnachie: Resistance to sulphadiazine and ‘paludrine’ in the malaria parasite of the fowl (p. Gallinaceum). In: Nature. 162. Jahrgang, Nr. 4118, 1948, S. 541–543, doi:10.1038/162541a0.
- Ann Bishop, Elspeth W. McConnachie: Sulphadiazine-resistance in Plasmodium gallinaceum and its relation to other antimalarial compounds. In: Parasitology. 40. Jahrgang, Nr. 1–2, 1950, S. 163–174, doi:10.1017/S0031182000017996.
- Ann Bishop: Problems concerned with gametogenesis in Haemosporidiidea, with particular reference to the genus Plasmodium. In: Parasitology. 45. Jahrgang, Nr. 1–2, 1955, S. 163–185, doi:10.1017/S0031182000027542.
- Ann Bishop, Elspeth W. McConnachie: A study of the factors affecting the emergence of the gametocytes of Plasmodium gallinaceum from the erythrocytes and the exflagellation of the male gametocytes. In: Parasitology. 46. Jahrgang, Nr. 1–2, 1956, S. 192–215, doi:10.1017/S0031182000026433.
- Ann Bishop: Drug resistance in protozoa. In: Biological Reviews. 34. Jahrgang, Nr. 4, 1959, S. 334–500, doi:10.1111/j.1469-185X.1959.tb01317.x.